# Myiomela
Myiomela es un género de aves paseriformes perteneciente de la familia Muscicapidae. Sus miembros habitan el sur de Asia, desde la India hasta las islas de la Sonda.

## Taxonomía
El género anteriormente se incluía en la familia Turdidae, pero en la actualidad se clasifica dentro de la familia Muscicapidae. Además sus miembros (el ruiseñor de la Sonda y el ruiseñor coliblanco) antes se incluían en el género Cinclidium. Anteriormente el gánero incluía dos especies más que ahora se clasifican en el género Sholicola.

## Especies
El género en la actualidad contiene las siguientes especies:
- Myiomela leucura — ruiseñor coliblanco;
- Myiomela diana — ruiseñor de la Sonda.